# 情報ぱれっと
『情報ぱれっと』（じょうほうぱれっと）は、FM青森で放送されていた青森県の広報番組である。

## 概要
月曜 - 木曜の帯で放送されていたミニ番組で、FM青森のアナウンサーたちがキャスターを務めていた。当初は金曜にも放送があったが、2001年春の改編で週4日間の放送になることが決まったため、代わりに土曜に後述の関連ミニ番組『青い森のメッセージ』をスタートさせてこれを補填するというかたちになった。
番組の終了後、替わって平日16:55枠で『あおもり・ふぁん』がスタートした。

## 放送時間
いずれも日本標準時。
- 月曜 - 金曜 12:45 - 12:50 （ - 2001年3月）
- 月曜 - 木曜 12:45 - 12:50 （2001年4月 - 2008年3月）
- 月曜 - 木曜 12:50 - 12:55 （2008年4月 - 2010年12月）
- 月曜 - 木曜 12:55 - 13:00 （2011年1月 - 2014年3月）

## 番組の流れ
オープニングでタイトルコールと提供読みを行った後、その日の担当キャスターが「こんにちは、情報ぱれっとの時間です。青森県からのお知らせです」と挨拶をしていた。そして青森県のイメージソングである「青い森のメッセージ」が流れ、それをBGMにしてキャスターが青森県からのお知らせを読み上げていた。
「青い森のメッセージ」が正式に公開されたのは2001年1月であるため、この曲ができるまでの間は挨拶の際に流れていたBGMをそのままエンディングまで使用していた。

## 関連番組『青い森のメッセージ』
2001年4月から2006年3月まで同じくFM青森で放送されていた青森県の広報番組。放送時間は毎週土曜 20:55 - 21:00 （日本標準時）。
こちらもテーマ曲は「青い森のメッセージ」であり、オープニングでもエンディングでも流されていた。オープニングの後には洋楽が流れ、それをBGMにしてその日の担当キャスターが青森県からのお知らせを読み上げていた。